# Equacions de Jefimenko
En electromagnetisme, les equacions de Jefimenko (anomenades segons Oleg D. Jefimenko) donen el camp elèctric i el camp magnètic a causa d'una distribució de càrregues elèctriques i corrent elèctric a l'espai, que té en compte el retard de propagació (temps retardat) dels camps a causa del velocitat finita de la llum i efectes relativistes. Per tant, es poden utilitzar per moure càrregues i corrents. Són les solucions particulars de les equacions de Maxwell per a qualsevol distribució arbitrària de càrregues i corrents.

## Equacions

Els vectors de posició r i r ′ utilitzats en el càlcul

### Camps elèctrics i magnètics
Les equacions de Jefimenko donen el camp elèctric E i el camp magnètic B produïts per una càrrega o distribució de corrent arbitrària, de densitat de càrrega ρ i densitat de corrent J:
{\displaystyle \mathbf {E} (\mathbf {r} ,t)={\frac {1}{4\pi \varepsilon _{0}}}\int \left[{\frac {\mathbf {r} -\mathbf {r} '}{|\mathbf {r} -\mathbf {r} '|^{3}}}\rho (\mathbf {r} ',t_{r})+{\frac {\mathbf {r} -\mathbf {r} '}{|\mathbf {r} -\mathbf {r} '|^{2}}}{\frac {1}{c}}{\frac {\partial \rho (\mathbf {r} ',t_{r})}{\partial t}}-{\frac {1}{|\mathbf {r} -\mathbf {r} '|}}{\frac {1}{c^{2}}}{\frac {\partial \mathbf {J} (\mathbf {r} ',t_{r})}{\partial t}}\right]dV',} {\displaystyle \mathbf {B} (\mathbf {r} ,t)=-{\frac {\mu _{0}}{4\pi }}\int \left[{\frac {\mathbf {r} -\mathbf {r} '}{|\mathbf {r} -\mathbf {r} '|^{3}}}\times \mathbf {J} (\mathbf {r} ',t_{r})+{\frac {\mathbf {r} -\mathbf {r} '}{|\mathbf {r} -\mathbf {r} '|^{2}}}\times {\frac {1}{c}}{\frac {\partial \mathbf {J} (\mathbf {r} ',t_{r})}{\partial t}}\right]dV',}on r ′ és un punt de la distribució de càrrega, r és un punt de l'espai i {\displaystyle t_{r}=t-{\frac {|\mathbf {r} -\mathbf {r} '|}{c}}} és el temps retardat. Hi ha expressions semblants per a D i H.
Aquestes equacions són la generalització depenent del temps de la llei de Coulomb i la llei de Biot-Savart a l'electrodinàmica, que originàriament només eren vàlides per als camps electroestàtics i magnetoestàtics i corrents constants.

### Origen de potencials retardats
Les equacions de Jefimenko es poden trobar a partir dels potencials retardats φ i A : {\displaystyle {\begin{aligned}&\varphi (\mathbf {r} ,t)={\dfrac {1}{4\pi \varepsilon _{0}}}\int {\dfrac {\rho (\mathbf {r} ',t_{r})}{|\mathbf {r} -\mathbf {r} '|}}dV',\\&\mathbf {A} (\mathbf {r} ,t)={\dfrac {\mu _{0}}{4\pi }}\int {\dfrac {\mathbf {J} (\mathbf {r} ',t_{r})}{|\mathbf {r} -\mathbf {r} '|}}dV',\end{aligned}}} quines són les solucions de les equacions de Maxwell en la formulació de potencials, substituint després en les definicions dels propis potencials electromagnètics : {\displaystyle \mathbf {E} =-\nabla \varphi -{\dfrac {\partial \mathbf {A} }{\partial t}}\,,\quad \mathbf {B} =\nabla \times \mathbf {A} } i utilitzant la relació {\displaystyle c^{2}={\frac {1}{\varepsilon _{0}\mu _{0}}}} substitueix els potencials φ i A pels camps E i B.

## Fórmula de Heaviside-Feynman
La fórmula de Heaviside–Feynman, també coneguda com la fórmula de Jefimenko–Feynman, es pot veure com la versió de càrrega elèctrica puntual de les equacions de Jefimenko. En realitat, es pot deduir (no trivialment) a partir d'elles utilitzant funcions de Dirac, o utilitzant els potencials de Liénard-Wiechert. Es coneix principalment a The Feynman Lectures on Physics, on es va utilitzar per introduir i descriure l'origen de la radiació electromagnètica. La fórmula proporciona una generalització natural de la llei de Coulomb per als casos en què la càrrega font es mou:

Explicació de les variables rellevants per a la fórmula de Heaviside–Feynman.

{\displaystyle \mathbf {E} ={\frac {-q}{4\pi \varepsilon _{0}}}\left[{\frac {\mathbf {e} _{r'}}{r'^{2}}}+{\frac {r'}{c}}{\frac {d}{dt}}\left({\frac {\mathbf {e} _{r'}}{r'^{2}}}\right)+{\frac {1}{c^{2}}}{\frac {d^{2}}{dt^{2}}}\mathbf {e} _{r'}\right]}{\displaystyle \mathbf {B} =-\mathbf {e} _{r'}\times {\frac {\mathbf {E} }{c}}} Aquí, {\displaystyle \mathbf {E} } i {\displaystyle \mathbf {B} } són els camps elèctric i magnètic respectivament, {\displaystyle q} és la càrrega elèctrica, {\displaystyle \varepsilon _{0}} és la permitivitat del buit (constante de camp elèctric) i {\displaystyle c} és la velocitat de la llum. El vector {\displaystyle \mathbf {e} _{r'}} és un vector unitari que apunta des de l'observador a la càrrega i {\displaystyle r'} és la distància entre l'observador i la càrrega. Com que el camp electromagnètic es propaga a la velocitat de la llum, aquestes dues magnituds s'avaluen en el temps retardat {\displaystyle t-r'/c}.
El primer terme de la fórmula per {\displaystyle \mathbf {E} } representa la llei de Coulomb per al camp elèctric estàtic. El segon terme és la derivada temporal del primer terme coulombic multiplicada per {\displaystyle {\frac {r'}{c}}} que és el temps de propagació del camp elèctric. Heurísticament, això es pot considerar com la naturalesa "intent" de pronosticar quin seria el camp actual per extrapolació lineal al temps actual. L'últim terme, proporcional a la segona derivada del vector de direcció unitat {\displaystyle e_{r'}}, és sensible al moviment de càrrega perpendicular a la línia de visió. Es pot demostrar que el camp elèctric generat per aquest terme és proporcional a {\displaystyle a_{t}/r'}, on {\displaystyle a_{t}} és l'acceleració transversal en el temps retardat. Com que només disminueix com {\displaystyle 1/r'} amb distància respecte a l'estàndard {\displaystyle 1/r'^{2}} Comportament coulombic, aquest terme és responsable de la radiació electromagnètica de llarg abast causada per la càrrega acceleradora.

Il·lustració de la posició de càrrega retardada d'una partícula que es mou en una dimensió espacial: l'observador veu la partícula on estava, no on és.

La fórmula de Heaviside-Feynman es pot derivar a partir de les equacions de Maxwell utilitzant la tècnica del potencial retardat. Permet, per exemple, la derivació de la fórmula de Larmor per a la potència de radiació global de la càrrega acceleradora.